# Un jeune chaman
Pour les articles homonymes, voir  Chaman.
Pour plus de détails, voir Fiche technique et Distribution.
Un jeune chaman (mongol : Сэр сэр салхи, romanisé : Sèr sèr salhi, litt. « Brise fraîche ») est un film franco-dano-germano-mongolo-luso-qatarien réalisé par Lkhagvadulam Purev-Ochir, sorti en 2023. Il s'agit du premier long métrage de la réalisatrice.
Il est présenté en avant-première mondiale dans la section « Orizzonti » de la Mostra de Venise 2023, où l'acteur principal obtient le prix du meilleur acteur.

## Synopsis
À 17 ans, Zé est à la fois un étudiant appliqué et un chaman dans une communauté à Oulan-Bator. Un jour, il rencontre une jeune fille, Maralaa, avec qui tout autour de lui va être chamboulé en dépit des traditions ancestrales.

## Fiche technique
Sauf indication contraire, les informations mentionnées dans cette section peuvent être confirmées par la base de données cinématographiques Unifrance,  présente dans la section « Liens externes ».
- Titre original : Сэр сэр салхи
- Titre international : City of Wind
- Titre français : Un jeune chaman
- Réalisation et scénario : Lkhagvadulam Purev-Ochir
- Musique : Vasco Mendonça
- Décors : Bolor-Erdene Naidannyam
- Costumes : Khorol-Enkh Gunchin[1]
- Photographie : Vasco Carvalho Viana
- Son : Benjamin Silvestre
- Montage : Matthieu Taponier
- Production : Katia Khazak et Charlotte Vincent (France)[3]
- Coproduction : Ariunaa Tserenpil (Mongolie), Rachel Daisy Ellis et Filipa Reis (Portugal), Denis Vaslin et Fleur Knopperts (Pays-Bas), Oliver Damian (Allemagne), Munkhzorig Bayasgalan[3]
- Sociétés de production : Aurora Films ; 27 Films Production,  Guru Media, Uma Pedra na Sapato, Volya Films et VOO by mobinet (coproductions étrangères)[3]
- Sociétés de distribution : Arizona Distribution (France), Arti Film (Pays-Bas), Cinetoscópio (Portugal) ; Trigon Film (Suisse romande)
- Pays de production :  France,  Allemagne,  Mongolie,  Pays-Bas,  Portugal,  Qatar[1]
- Langue originale : mongol
- Format : couleur – 1,66:1 – Dolby 5.1
- Genre : drame romantique
- Durée : 103 minutes
- Dates de sortie :
  - Italie : 31 août 2023 (Mostra de Venise)[1]
  - France : 24 avril 2024[4]
  - Pays-Bas : 1er août 2024
  - Suisse romande : 4 septembre 2024
  - Portugal : 14 novembre 2024

## Distribution
- Tergel Bold-Erdene : Zé
- Nomin-Erdene Ariunbyamba : Maralaa
- Anu-Ujin Tsermaa : Oyu[3]
- Bulgan Chuluunbat : la mère de Zé[3]
- Ganzorig Tsetsgee : le père de Zé[3]
- Tsend-Ayush Nyamsuren : la mère de Maria[3]

## Production

### Développement
Début août 2020, Lkhagvadulam Purev-Ochir est en train de finaliser son scénario de son premier long métrage, à l'origine intitulé Zé, inspiré de son expérience survenue, étant jeune « Mongole moderne », dans un évènement rituel des chamans et fascinée par leur rôle et leur responsabilité du fait qu'à sa grande surprise, l'un d'eux, une fois enlevé son masque à la fin du rituel, ait à peine une vingtaine d'années. Ce film est produit par la société mongole Guru Media et coproduit par celle de la France Aurora Films, avec l'intention de commencer le tournage en second semestre 2021.
Fin octobre 2022, le titre international est annoncé : City of Wind (litt. « Ville du vent ») et que d'autres sociétés Uma Pedra no Sapato (Portugal), Volya Films (Pays-Bas) et 27 Films Production (Allemagne) se joignent pour coproduire le projet.

### Tournage
Le tournage débute le 24 octobre 2022, avec les acteurs Tergel Bold-Erdene et Nomin-Erdene Ariunbyamba, à Oulan-Bator. Il a lieu dans les quartiers de yourtes. Les prises de vues devraient prendre fin ce 2 décembre.

## Distinctions

### Récompense
- Mostra de Venise 2023 — section « Orizzonti » : meilleur acteur pour Tergel Bold-Erdene[2]

### Nomination
- Mostra de Venise 2023 : meilleur film pour Lkhagvadulam Purev-Ochir

### Sélections
- Festival des 3 Continents 2023 : sélection officielle, section « Séances spéciales »
- Festival international du film de Toronto 2023 : sélection officielle, section «  Centrepiece »